# America (banda)
America es una banda de folk rock británica-estadounidense, formada en Londres (Inglaterra) en 1970, y cuyos integrantes originales fueron Gerry Beckley, Dewey Bunnell y Dan Peek. La banda tuvo gran popularidad entre los comienzos de 1970 hasta los inicios de los 80. Sus canciones más conocidas han sido: A Horse with No Name, Sister Golden Hair, Ventura Highway, Tin Man, I Need You y You Can Do Magic, entre otras. Siete de sus álbumes fueron producidos por George Martin, el famoso productor de los Beatles. Su música se aposentaba en lustradas composiciones de corte acústico con un esmerado trabajo en las armonías vocales.
En 2004, aparece el sencillo de A horse with no name en el videojuego GTA: San Andreas; el mismo tema, aparece en 2010 en el segundo capítulo de la tercera temporada de la serie norteamericana Breaking Bad, dándole nombre al mismo. Posteriormente aparecería en el cuarto capítulo de la segunda temporada de la serie Bojack Horseman de Netflix, interpretado por Patrick Carney y Michelle Branch.

## Inicios
El trío se conoció como hijos del personal de la Fuerza Aérea de Estados Unidos destinado en el Reino Unido. Mientras sus padres estaban estacionados en la base de South Ruislip, cerca de Londres, a mediados de la década de 1960, Beckley, Bunnell y Peek asistieron a la London Central High School en Bushey Hall, donde se conocieron mientras tocaban en dos bandas diferentes. En 1969, los tres comenzaron a hacer música juntos con guitarras acústicas prestadas. Desarrollaron un estilo que incorporó armonía vocal de tres partes a imitación de otras bandas de folk-rock contemporáneas como Crosby, Stills & Nash.
El grupo adoptó el nombre de América porque no querían que nadie pensara que eran músicos británicos que intentaban sonar estadounidenses. Tocaron sus primeros conciertos en el área de Londres, incluidos algunas presentaciones en el Roundhouse. Finalmente, fueron contratados por el productor Ian Samwell y su socio Jeff Dexter, y gracias a sus esfuerzos, finalmente firmaron con el sello discográfico británico Kinney Records en marzo de 1971. 
Su primer álbum, America, fue grabado en Trident Studios de Londres y producido por Samwell y Dexter, quien se convirtió en el mánager del trío. Dexter también le dio a la banda su primer gran concierto, el 20 de diciembre de 1970, en el Roundhouse, como teloneros de The Who, Elton John , Patto y Chalk Farm Salvation Army Band and Choir para un evento benéfico navideño. Aunque el trío inicialmente planeó grabar el álbum de manera similar a Sgt. Pepper's Lonely Hearts Club Band, Samwell los convenció de perfeccionar su estilo acústico.
El álbum debut America se lanzó a finales de diciembre de 1971 con un éxito moderado. Posteriormente, Samwell y Dexter llevaron al trío a los Morgan Studios para grabar varias canciones adicionales. Una de ellas fue una composición de Bunnell llamada "Desert Song". La canción tuvo su debut público en el Festival de Harrogate, cuatro días después, con una gran respuesta del público. Después de varias actuaciones y un programa de televisión, se tituló "A Horse with No Name". La canción se convirtió en un gran éxito mundial a principios de 1972. Vendió más de un millón de copias y la RIAA le otorgó un disco de oro en marzo de 1972. El álbum debut de America fue lanzado en los Estados Unidos ese mismo mes con la canción y rápidamente se convirtió en disco de platino. El álbum resultó en un segundo gran éxito en las listas con "I Need You" de Beckley, que alcanzó el puesto número 9 en las listas estadounidenses.
Después de su éxito inicial, el trío tocó en una serie de fechas en clubes y universidades de Estados Unidos a principios de 1972 y decidió despedir a Samwell y Dexter y mudarse a Los Ángeles, firmando como mánagers con los ejecutivos David Geffen y Elliot Roberts, de Lookout Management. En 1973, la banda había dejado Lookout para irse con John Hartmann y Harlan Goodman después de que los dos últimos se separaran de Geffen y Roberts para establecer su propia agencia.
Para la grabación de un segundo álbum el grupo optó por producirlo ellos mismos. El trío comenzó a alejarse de un estilo principalmente acústico a un estilo más orientado a la música rock con la ayuda de Hal Blaine en la batería y Joe Osborn en el bajo. Con Peek tocando la guitarra eléctrica principal en más pistas, el grupo se expandió de un trío acústico para adoptar un sonido en vivo más completo. El segundo álbum, Homecoming, fue lanzado en noviembre de 1972. Galardonado con un disco de oro en diciembre de 1972, la cifra de ventas del millón del álbum fue confirmada por la RIAA en 1975. El grupo alcanzó el top 10 nuevamente con "Ventura Highway" de Bunnell. Basado en sus dos primeros álbumes, el grupo ganó un premio Grammy al Mejor Artista Nuevo de 1972.
La producción del grupo se volvió cada vez más ambiciosa. Su tercer álbum, Hat Trick, fue lanzado en octubre de 1973 tras de varios meses de grabación en Record Plant Studios en Los Ángeles. De nuevo autoproducido, el álbum incluía cuerdas, armónicas, una canción principal de ocho minutos y claqué. A Beckley, Bunnell y Peek se les unió una vez más Blaine en la batería, mientras que Osborn fue reemplazado por su bajista David Dickey. El álbum no tuvo tanto éxito como Homecoming, presentando solo un sencillo modestamente exitoso, "Muskrat Love", escrito por el cantante de folk Willis Alan Ramsey. Una versión de Captain & Tennille de la canción alcanzó el top 10 a finales de 1976.

## Años con George Martin (1974 - 1979)
Después de la decepcionante actuación comercial de Hat Trick, América optó por reclutar a un productor externo para su siguiente álbum. Pudieron conseguir los servicios del productor George Martin y del ingeniero de grabación Geoff Emerick, quienes desempeñaron un papel importante en la formación del sonido de The Beatles. Las sesiones tuvieron lugar en AIR Studios en Londres. El álbum resultante, Holiday, fue lanzado en junio de 1974 (en ese momento, el grupo había comenzado conscientemente a nombrar sus álbumes con títulos que comenzaban con la letra H). 
Durante una gira por Europa a principios de 1975, el bajista Calvin "Fuzzy" Samuels (antes de Crosby, Stills, Nash & Young y Manassas) fue llamado para reemplazar a Dickey, que no estaba disponible. Samuels también apareció en vivo con el grupo en el programa de televisión alemán Musikladen. El trío pronto se encontró en el top 10 una vez más con el primer sencillo de Holiday, "Tin Man", escrito por Bunnell, que alcanzó el número cuatro en las listas de éxitos. "Lonely People", escrita por Dan Peek entró también en el top 10 a principios de 1975, convirtiéndose en la única canción acreditada de Dan Peek en llegar tan alto en Billboard, alcanzando el número cinco.
Martin volvió a trabajar con el trío en su siguiente álbum, Hearts, grabado en Sausalito (California) y lanzado en marzo de 1975. En Estados Unidos obtuvieron su segundo número uno en las listas de éxitos con "Sister Golden Hair" de Beckley a mediados de 1975, una canción que presentaba un memorable riff de guitarra de apertura inspirado en "My Sweet Lord" de George Harrison y letras inspiradas en Jackson Browne. El siguiente sencillo, la balada de Beckley "Daisy Jane", también se ubicó entre los 20 primeros poco después. Warner Bros. lanzó un álbum recopliatorio con sus temas más conocidos en Estados Unidos en diciembre de 1975 bajo el título de History: America's Greatest Hits, que se convirtió en disco de platino. Martin, quien produjo el álbum, remezcló esas pistas, que fueron seleccionadas de los primeros tres álbumes del grupo.
A principios de 1976, el grupo grabó su sexto álbum de estudio en Caribou Ranch cerca de Nederland (Colorado). Hideaway, que de nuevo produjo Martin, fue lanzado en abril de 1976, los dos sencillos, "Today's the Day" y "Amber Cascades", que lograron alcanzar los números 23 y 75, respectivamente, en la lista pop de Billboard.
La implementación de Martin de una instrumentación más compleja en los álbumes de Estados Unidos resultó algo abrumadora para la banda en el escenario, a menudo obligándolos a cambiar de instrumento a instrumento durante las canciones. Para su gira de 1976, el grupo amplió su formación escénica para incluir a Jim Calire en los teclados y el saxo y Tom Walsh en la percusión, para que pudieran interpretar más cómodamente los arreglos de Martin. Martin y el trío fueron a Hawái a finales de 1976 para trabajar en el séptimo álbum de estudio del grupo, que se grabó en una casa de playa en la Isla de Kauai. El álbum Harbour, lanzado en febrero de 1977, continuó la tendencia decreciente de las ventas del grupo. Fue su primer álbum en no obtener platino ni oro, y ninguno de sus tres sencillos llegó a las listas.
En mayo de 1977, Dan Peek dejó la banda. En su autobiografía de 2004, An American Band, afirma que fue expulsado después de perderse un ensayo de la gira, pero Bunnell negó que este fuera el caso y dijo que la decisión de irse había sido del propio Peek, que había renovado su fe cristiana. Dan Peek firmó un contrato con Lamb & Lion Records, el sello propiedad de Pat Boone y publicó su primer álbum en solitario, All Things Are Possible en 1978. El álbum, producido por Chris Christian, tuvo éxito y Peek se convirtió en un artista pionero en el emergente género de la música popular cristiana. La canción principal entró en las listas de éxitos de Billboard a principios de 1979, alcanzando el puesto 78.
Mientras tanto, Beckley y Bunnell decidieron continuar, terminando su contrato con Warner Bros. con el lanzamiento de su primer álbum en vivo, Live, grabado durante octubre de 1977 en Los Ángeles, la actuación contó con una orquesta de acompañamiento dirigida por Elmer Bernstein. El concierto se grabó poco después de que Peek dejara el grupo.

## Capitol Records (1979-1985)
Después de más de dos años sin nuevo material de estudio, Beckley y Bunnell presentaron el nuevo estilo del grupo con una versión del "California Dreamin'" de The Mamas & the Papas en marzo de 1979. Apareció en la banda sonora de la película California Dreaming de 1979. Aunque la película no tuvo éxito, el sencillo alcanzó el número 56 en las listas. El primer álbum de estudio sin Peek, Silent Letter, fue lanzado en junio de 1979 en su nuevo sello, Capitol Records. El álbum, una vez más producido por George Martin, fue grabado en Montserrat. El grupo comenzó a usar canciones de otros compositores mientras buscaban aumentar su éxito comercial. 
La banda siguió evolucionando a medida que comenzaba la década de 1980. Para su siguiente álbum, Alibi, lanzado en agosto de 1980, Beckley y Bunnell buscaron personal nuevo en la forma de los productores Matthew McCauley y Fred Mollin. También emplearon a músicos como Timothy B. Schmit, Leland Sklar y Steve Lukather de los Eagles, para ayudar a mejorar su sonido. Fue el tercer álbum de estudio consecutivo sin un sencillo exitoso en los Estados Unidos, aunque "Survival" de Beckley obtuvo el primer lugar en las listas de éxitos en Italia. El siguiente álbum de América, View from the Ground, lanzado en julio de 1982, hizo que el grupo finalmente obtuviera otro éxito comercial. El álbum, grabado bajo el título provisional Two Car Garage, incluía varias canciones producidas por el dúo. Al igual que con Alibi, Beckley y Bunnell trajeron a varios músicos de alto perfil, incluidos Carl Wilson de los Beach Boys, Jeff Porcaro de Toto, Christopher Cross y Dean Parks. El guitarrista Russ Ballard produjo y tocó todos los instrumentos y cantó la mayoría de los coros en una canción que creó especialmente para la banda, llamada "You Can Do Magic". La canción ascendió rápidamente en las listas de éxitos pop y alcanzó el número ocho en la lista de sencillos pop de Billboard durante varias semanas durante octubre de 1982, el primer gran éxito de la banda en siete años. Después de "Magic" vino el sencillo "Right Before Your Eyes". Escrita por Ian Thomas y producida por Bobby Colomby, el sencillo apenas perdió un lugar en el top 40 a principios de 1983. Aunque View from the Ground no logró ventas con calificación de oro, alcanzó el puesto 41 en las listas de álbumes, una mejora significativa con respecto a los pocos lanzamientos anteriores.
Habiendo tenido éxito con Ballard, Beckley y Bunnell le pidieron que produjera su próximo álbum, Your Move, en su totalidad. Al final, Ballard escribió la mayoría de las canciones e interpretó la mayoría de los instrumentos además de sus deberes de producción. En su mayor parte, Beckley y Bunnell eran cantantes en un álbum que Ballard había creado para ellos, aunque contribuyeron con algo de su propio material. En una pista, Bunnell decidió reescribir la letra de Ballard, y el resultado fue la exitosa canción "The Border". Con el respaldo de la Royal Philharmonic Orchestra y el saxofón de Raphael Ravenscroft, el sencillo obtuvo el puesto 33 en las listas en agosto de 1983. "The Border" tuvo mucho más éxito en las listas contemporáneas para adultos, donde obtuvo el número cuatro (incluso superando a "You Can Do Magic"). También ocupó el puesto 24 en el top 40 holandés. El álbum en sí, lanzado en junio de 1983, tuvo un éxito razonable, pero fue una decepción en comparación con su predecesor.
El trabajo de América también apareció en varias bandas sonoras durante este período. Beckley y Bunnell proporcionaron la voz a varias composiciones de Jimmy Webb para la película The Last Unicorn en 1982. La banda sonora se hizo popular en Alemania y el grupo toca con frecuencia su tema principal cuando está de gira por ese país. América también grabó "Love Comes Without Warning" para la comedia de Steve Martin de 1984 The Lonely Guy.
La banda optó por un estilo diferente de sus ofertas anteriores para su duodécimo álbum de estudio, Perspective, lanzado en septiembre de 1984. Varios productores diferentes, incluidos Richie Zito, Matthew McCauley y Richard James Burgess, ayudaron a crear un estilo popular electrónico que era muy común durante la década de 1980 pero drásticamente diferente del estilo habitual de América. Terminado su gran éxito comercial, Beckley y Bunnell terminaron su contrato de Capitol Records publicando In Concert, lanzado en julio de 1985. El álbum fue grabado en el Teatro Arlington en Santa Bárbara (California), el 1 de junio de 1985.

## Últimos años
Beckley y Bunnell pasaron la segunda mitad de la década de 1980 enfocándose en sus apariciones en vivo, actuando más de 100 veces al año en todo el mundo. Si bien la banda siguió siendo atractiva en el circuito de giras, no pudieron conseguir un contrato de grabación en los años posteriores a su salida del sello Capitol. A principios de la década de 1990, el desarrollo de los discos compactos condujo a la reedición de muchos álbumes populares, lo que permitió a artistas como America revivir las ventas. En 1991, Rhino Records publicó el álbum recopilatorio Encore: More Greatest Hits en el que se incluyeron cuatro pistas nuevas.
El resurgimiento de America llamó la atención de Chip Davis de American Gramaphone Records, quien contrató al grupo para su sello. En mayo de 1994, America lanzó su primer álbum de estudio en una década, Hourglass. Producido principalmente por Beckley y Bunnell, con la ayuda de Hank Linderman y Steve Levine, el álbum presentaba un grupo ecléctico de canciones. A pesar de obtener críticas generalmente positivas, el álbum fue un fracaso comercial. Durante 1995, Beckley publicó su álbum debut como solista. Ese mismo año, la banda publicó un nuevo álbum en vivo, con el sello discográfico King Biscuit Flower Hour Records.
En los años siguientes, el catálogo del grupo se expandió con una serie de proyectos paralelos, reediciones de álbumes más antiguos en CD y varios lanzamientos retrospectivos importantes. En julio de 2000, Rhino Records lanzó Highway: 30 Years of America, una caja de tres CD que incluía 64 pistas remasterizadas que abarcaban la carrera del grupo. Un año después, en agosto de 2001, Rhino lanzó otra recopilación, The Complete Greatest Hits, que reunió los 17 sencillos de Billboard del grupo. El disco también incluía dos canciones nuevas, "World of Light" y "Paradise". Alcanzando el puesto 152 en las listas de álbumes de Billboard en octubre de 2001, The Complete Greatest Hits fue el primer álbum de la banda que entró en las listas de éxitos desde Perspective en 1984.
En octubre de 2002, el grupo lanzó su primer álbum navideño, Holiday Harmony. Producido por Andrew Gold, el álbum recibió críticas positivas. Se incluyeron tres pistas nuevas, incluida una oda escrita por Bunnell a "Ventura Highway" llamada "Christmas in California", con Beckley en la voz principal. Un mes después, America lanzó un álbum en vivo, The Grand Cayman Concert.
En 2006, América fue incluida en el Salón de la Fama de los Grupos Vocales. El 6 de febrero de 2012, el grupo recibió una estrella en el Paseo de la Fama de Hollywood por sus contribuciones a la música. La banda continuó realizando numerosas actuaciones. El 26 de julio de 2011 publicaron Back Pages, un álbum de versiones de artistas que van desde Bob Dylan y Joni Mitchell hasta Adam Schlesinger y los Gin Blossoms. El álbum fue grabado en Nashville con la ayuda de varios músicos de estudio. El lanzamiento de Back Pages se vio eclipsado brevemente por la publicidad que rodeó la repentina muerte del miembro fundador Dan Peek el 24 de julio de 2011.

## Miembros
- Gerry Beckley: nacido el 12 de septiembre de 1952, en Fort Worth, Texas. Desde 1970, hasta el presente: voz y coros, teclados, guitarras, bajo y armónica.
- Dewey Bunnell: nacido en 19 de enero de 1951, en Harrogate, Yorkshire, Inglaterra. Desde 1970, hasta el presente: voz, coros y guitarras.
- Dan Peek: nacido en 1 de noviembre de 1950, en Panamá City, Florida. Desde 1970, hasta 1977: voz y coros, guitarras, bajo, teclados y armónica. Falleció el 24 de julio de 2011 en Farmington (Misuri) a los 60 años de edad.

## Discografía
- 1971 - America
- 1972 - Homecoming
- 1972 - Hat Trick (Warner Bros.)
- 1974 - Holiday (Warner Bros.)
- 1975 - Hearts (Warner Bros.)
- 1975 - History:America's greatest hits (Warner Bros.)
- 1976 - Hideaway (Warner Bros.).
- 1977 - Harbor (Warner Bros.)
- 1977 - Live (Warner Bros.)
- 1979 - Silent Letter (Capitol)
- 1980 - Alibi (Capitol).
- 1982 - View from the Ground (Capitol).
- 1982 - The Last Unicorn
- 1983 - Your Move (Capitol)
- 1984 - Perspective (Capitol)
- 1985 - In concert (Capitol)
- 1991 - Encore: More greatest hits
- 1994 - Hourglass
- 1995 - In concert: king biscuit
- 1995 - Horse with no name
- 1998 - Human Nature
- 1999 - Live
- 2000 - Highway: 30 years of america
- 2001 - The complete greatest hits
- 2002 - Holiday harmony (Rhino) Disco Navideño.
- 2002 - The grand cayman concert
- 2007 - Here & Now
- 2011 - Back Pages
- 2015 - Lost & Found